# 로버트 W. 홀리
로버트 윌리엄 홀리(Robert William Holley, 1922년 1월 28일 ~ 1993년 2월 11일)는 미국의 생화학자이다.

## 공적과 상훈
1965년 향류분배법(向流分配法) 구조 염기배열의 1차구조 법칙을 밝힘으로 인하여 천연핵산분자정보 해독에 중요한 기여를 한 공로로써 3년 후 1968년 노벨 생리학·의학상을 수상하였다.